# Paul Seidel
Pour les articles homonymes, voir Seidel.
Paul Seidel (né en 1970 à Florence) est un mathématicien italo-suisse, qui s'intéresse surtout à la géométrie symplectique et à la topologie symplectique.

## Formation et carrière
Seidel a étudié à l'Université de Heidelberg auprès d'Albrecht Dold et après l'obtention de son diplôme en 1994 à l'Université d'Oxford sous la supervision de John Roe et Simon Donaldson, il a obtenu en 1998 son doctorat avec une thèse intitulée Floer Homology and the symplectic isotopy problem. Il travaille à l'Institut Max-Planck de mathématiques de Bonn (1998/99), à l'Institute for Advanced Study (1997/98) et à l'École polytechnique fédérale de Zurich (2003). Il travaille de 1999 à 2001, en tant que chargé de recherche CNRS à l'École polytechnique à Paris (et en même temps, de 2000 à 2001, il y est maitre de conférences). En 2002, il est professeur à l'Imperial College de Londres et à partir de 2003, à l'université de Chicago. Depuis 2007, il est professeur au Massachusetts Institute of Technology (MIT).

## Travaux
Seidel a étudié dans sa thèse de doctorat, quand des difféomorphismes symplectiques sont isotopes (de) à l'Identité, aussi quand ce sont des isotopes symplectiques de l'Identité. Il a trouvé des contre-exemples déjà en dimension 4 par application de l'homologie de Floer; les contre-exemples étudiés étaient des applications Dehn-Twist généralisées (de) sur des 2-sphères lagrangiennes dans des 4-variétés symplectiques. Pour le groupe fondamental du groupe de symplectomorphismes hamiltoniens, il a trouvé une représentation en cohomologie quantique. Il a pu prouver un cas particulier (pour des K3-surfaces), d'une conjecture de Maxime Kontsevitch sur la symétrie miroir homologique. Il a développé les techniques pour ce faire dans une monographie sur le calcul des catégories de Fukaya des variétés symplectiques avec la théorie de Picard-Lefschetz.

## Prix et distinctions
En 2000, il a reçu le prix de la Société mathématique européenne. En 2002, il a été conférencier invité au Congrès international des mathématiciens à Pékin (Fukaya Categories and Deformations). En 2010, il a reçu le prix Oswald-Veblen pour « ses contributions fondamentales en géométrie symplectique et en particulier son développement avancé des méthodes algébriques pour le calcul de invariants symplectiques ». En 2012 il est fellow de l'American Mathematical Society et il est devenu chercheur Simons.
Il a été élu en 2014 à l'Académie américaine des arts et des sciences.

## Publications
(octobre 2018).
- Fukaya Categories and Picard Lefschetz Theory, European Mathematical Society, 2008
- {\displaystyle \pi _{1}}  of symplectic automorphism groups and invertibles in quantum homology rings. Geom. Funct. Anal. 7 (1997), no. 6, 1046–1095.
- Graded Lagrangian submanifolds. Bull. Soc. Math. France 128 (2000), no. 1, 103–149.
- avec Richard Thomas : Braid group actions on derived categories of coherent sheaves. Duke Math. J. 108 (2001), no. 1, 37–108.
- A long exact sequence for symplectic Floer cohomology. Topology 42 (2003), no. 5, 1003–1063.
- avec Kenji Fukaya, Ivan Smith (de): Exact Lagrangian submanifolds in simply-connected cotangent bundles. Invent. Math. 172 (2008), n° 1, 1–27.
- avec Mohammed Abouzaid: An open string analogue of Viterbo functoriality. Geom. Topol. 14 (2010), n° 2, 627–718.
- Homological mirror symmetry for the genus two curve. J. Algebraic Geom. 20 (2011), n° 4, 727–769.

## Vie privée
Il est marié à Ju-Lee Kim, également professeure de mathématiques au MIT.